# Laros Duarte
Laros Duarte (Rotterdam, 28 februari 1997) is een Nederlands voetballer die doorgaans als middenvelder speelt. Hij verruilde FC Groningen in de zomer van 2024 voor Puskás Akadémia. Hij is sinds 2024 international van het Kaapverdisch voetbalelftal.

## Clubcarrière

### Jong PSV
Duarte begon met voetballen bij Sparta AV, waarna hij vanaf de F1 speelde voor Sparta Rotterdam. Hij speelde in februari 2015 zijn eerste en enige wedstrijd voor Jong Sparta in de Beloften Eredivisie, tegen Jong Vitesse. Hij trainde enkele keren mee met de selectie van het eerste elftal onder leiding van Alex Pastoor. Duarte tekende op 6 maart 2015 een op 1 juli 2015 ingaand contract bij PSV. Hij maakte op 2 oktober 2015 zijn debuut voor Jong PSV, in een wedstrijd tegen Achilles '29 (1-1). Hij speelde de hele wedstrijd. Duarte maakte op 9 oktober 2017 zijn officieuze debuut in het eerste elftal van PSV. Hij speelde die dag mee in een benefietduel tegen Pachuca (0-0). Hij maakte op 27 oktober 2017 zijn eerste doelpunt in het betaald voetbal. Hij maakte die dag de enige goal tijdens een met 0–1 gewonnen competitiewedstrijd uit bij SC Cambuur.

### Sparta Rotterdam
PSV verhuurde Duarte in januari 2019 voor een halfjaar aan Sparta, waar hij de rest van het seizoen basisspeler was. In die hoedanigheid droeg hij bij aan de promotie naar de Eredivisie die de club afdwong via de play-offs 2019. Sparta nam hem na afloop van het seizoen definitief over van PSV. In drie seizoenen bij Sparta was hij echter nooit onbetwist basisspeler. Hij kwam zestig wedstrijden voor Sparta en scoorde daarin vijf doelpunten.

### FC Groningen
Op 29 augustus 2021 verkocht Sparta Rotterdam Laros Duarte aan FC Groningen voor 650.000 euro. Hij tekende in Groningen een contract voor vier seizoenen tot de zomer van 2025. Hij maakte op 12 september tegen SC Heerenveen zijn debuut voor Groningen. Op 20 februari 2022 maakte hij tegen PEC Zwolle (1-1) zijn eerste doelpunt voor de club. In zijn tweede seizoen degradeerde Duarte met Groningen naar de Eerste Divisie. Een jaar later, op 10 mei 2024, dwong Duarte in de laatste speelronde promotie naar de Eredivisie af door in een rechtstreeks duel met nummer twee Roda JC met 2-0 te winnen. Met vijf goals en vier assists had Duarte een goed aandeel in de promotie.

### Puskás Akadémica
Op 23 augustus 2024 werd bekend dat Duarte de overstap maakte naar Puskás Akadémia, de regerend landskampioen van Hongarije. Hij tekende daar voor drie jaar.

## Clubstatistieken
| Seizoen | Club               | Competitie     | Competitie | Competitie | Beker | Beker | Overig | Overig | Totaal | Totaal |
| Seizoen | Club               | Competitie     | Wed.       | Dlp.       | Wed.  | Dlp.  | Wed.   | Dlp.   | Wed.   | Dlp.   |
| ------- | ------------------ | -------------- | ---------- | ---------- | ----- | ----- | ------ | ------ | ------ | ------ |
| 2015/16 | Jong PSV           | Eerste divisie | 7          | 0          | 0     | 0     | —      | —      | 7      | 0      |
| 2016/17 | Jong PSV           | Eerste divisie | 15         | 0          | 0     | 0     | —      | —      | 15     | 0      |
| 2017/18 | Jong PSV           | Eerste divisie | 32         | 2          | 0     | 0     | —      | —      | 32     | 2      |
| 2018/19 | Jong PSV           | Eerste divisie | 19         | 0          | 0     | 0     | —      | —      | 19     | 0      |
| 2018/19 | → Sparta Rotterdam | Eerste divisie | 16         | 3          | 0     | 0     | 4      | 0      | 20     | 3      |
| 2019/20 | Sparta Rotterdam   | Eredivisie     | 16         | 0          | 2     | 0     | —      | —      | 18     | 0      |
| 2020/21 | Sparta Rotterdam   | Eredivisie     | 18         | 2          | 1     | 0     | —      | —      | 19     | 2      |
| 2021/22 | Sparta Rotterdam   | Eredivisie     | 3          | 0          | 0     | 0     | —      | —      | 3      | 0      |
| 2021/22 | FC Groningen       | Eredivisie     | 27         | 1          | 2     | 0     | —      | —      | 29     | 1      |
| 2022/23 | FC Groningen       | Eredivisie     | 25         | 2          | 0     | 0     | —      | —      | 25     | 2      |
| 2023/24 | FC Groningen       | Eerste divisie | 23         | 5          | 3     | 2     | —      | —      | 26     | 7      |
| 2024/25 | FC Groningen       | Eerste divisie | 1          | 0          | 0     | 0     | —      | —      | 1      | 0      |
| 2024/25 | Puskás Akadémia    | OTP Liga       | 0          | 0          | 0     | 0     | 0      | 0      | 0      | 0      |
| Totaal  | Totaal             | Totaal         | 202        | 15         | 8     | 2     | 4      | 0      | 214    | 17     |

Bijgewerkt t/m 23 augustus 2024.

## Interlandcarrière
Duarte kwam uit voor verschillende Nederlandse jeugdelftallen. Hij maakte op 5 september 2014 zijn eerste interlanddoelpunt namens het Nederlands voetbalelftal onder 18. In een oefenwedstrijd tegen Engeland zette hij in de 62e minuut de 2-1 op het scorebord. Duarte nam met Nederland –19 deel aan zowel het EK –19 van 2015 als het EK –19 van 2016.
Duarte heeft ook de Kaapverdiaanse nationaliteit. In 2024 is Laros Duarte (samen met zijn broertje Deroy Duarte die momenteel uitkomt voor Fortuna Sittard) geselecteerd voor het spelen voor Kaapverdië in de Afrika Cup.